# Sinajida Turtschyna
Sinajida Mychailiwna Turtschyna (* 17. Mai 1946 in Kiew, Ukrainische SSR) ist eine sowjetisch-ukrainische Handballspielerin und Olympiasiegerin. Im Jahr 2000 wurde sie von einem Expertengremium der IHF zur besten Handballspielerin des 20. Jahrhunderts gewählt.
Turtschyna ist Vizepräsident der Handball-Föderation der Ukraine und seit 1993, in Nachfolge ihres verstorbenen Ehemanns, dem Gründer und Trainer des Vereins Ihor Turtschyn (ukrainisch Ігор Євдокимович Турчин; 1936–1993), Präsidentin des Handballvereins Spartak Kiew, für den sie in ihrer Zeit als aktive Sportlerin auch antrat.

## Sportliche Erfolge
Mit Spartak Kiew gewann Sinajida Turtschyna 20-mal die sowjetischen Handballmeisterschaften  der Frauen.
Turtschyna errang mit der sowjetischen Frauen-Handballnationalmannschaft den Olympiasieg bei den Olympischen Sommerspielen 1976 in Montreal und den Olympischen Sommerspielen 1980 in Moskau.
Bei den Olympischen Sommerspielen 1988 in Seoul gewann sie mit dem Team die Bronzemedaille.
Bei den Handball-Weltmeisterschaften der Frauen errang sie mit dem sowjetischen Team 1973 in Jugoslawien die Bronzemedaille, 1975 in der UdSSR und 1978 in der Tschechoslowakei jeweils die Silbermedaille und wurde 1982 in Ungarn und 1986 in den Niederlanden Handballweltmeister.

## Ehrungen
Sinajida Turtschyna erhielt zahlreiche Orden und Ehrungen. Darunter:
- 2000 IHF World Player of the Century
- 2001 Ehrenbürgerin der Stadt Kiew[7]
- 2012 ukrainischer Verdienstorden 3. Klasse[8]
- 2009 Orden der Prinzessin Olga 1. Klasse[9]
- Orden der Völkerfreundschaft
- Ehrenzeichen der Sowjetunion
- zweimal den Orden des Roten Banners der Arbeit